# آيمازينغ
آيمازينغ (بالإنجليزية: iMazing)‏ هو برنامج لإدارة الأجهزة المحمولة يتيح للمستخدمين نقل الملفات والبيانات بين أجهزة آي أو إس (آيفون وآي باد وآي بود تاتش) وأجهزة كمبيوتر ماك أو إس أو مايكروسوفت ويندوز، بالإضافة إلى العديد من الميزات الأخرى التي تتجاوز نطاق ما تمكّنه أدوات أبل الخاصة، أصدر البرنامج في بداية عام 2008 باسم ديسك أيد (بالإنجليزية: DiskAid)‏. وقامت شركة DigiDNA في عام 2014 بتغير اسم البرنامج إلى الاسم الحالي، ثم قامت بعد ذلك باصدار نسخة 2.0 في 13 سبتمبر 2016. في أغسطس 2021 أضاف الإصدار 2.14 من البرنامج ميزة الكشف عن برامج التجسس. وتستند هذه الميزة إلى مجموعة أدوات التحقق عبر الهاتف المحمول التابعة لمنظمة العفو الدولية لاكتشاف برنامج البيغاسوس بعد نشر مشروع بيغاسوس.